# 24010 Stovall
24010 Stovall là một tiểu hành tinh vành đai chính với chu kỳ quỹ đạo là 1228.7194327 ngày (3.36 năm).
Nó được phát hiện ngày 8 tháng 9 năm 1999.